# Axiocerses efulena
Axiocerses efulena är en fjärilsart som beskrevs av Clench 1963. Axiocerses efulena ingår i släktet Axiocerses och familjen juvelvingar. Inga underarter finns listade i Catalogue of Life.